# Приозерне (зупинний пункт)
Приозе́рне — пасажирський залізничний зупинний пункт Тернопільської дирекції Львівської залізниці на неелектрифікованій лінії Ходорів — Березовиця-Острів між станціями Ходорів (8 км) та Рогатин (13 км). Розташований біля села Залужжя, Івано-Франківського району Івано-Франківської області.

## Пасажирське сполучення
На зупинному пункті Приозерне зупиняються приміські дизель-поїзди сполученням Тернопіль — Ходорів. 